# Stenopogon macilentus
Stenopogon macilentus là một loài ruồi trong họ Asilidae. Stenopogon macilentus được Loew miêu tả năm 1861.